# Lepilemur betsileo
Lepilemur betsileo (Лепілемур бецилеу) — вид приматів родини лепілемурових (Lepilemuridae).

## Зовнішній вигляд
Відносно великий представник роду. Досягає довжини тіла близько 25 сантиметрів, хвіст завдовжки близько 27 сантиметрів. Вага від 1.1 до 1,2 кілограмів. Шерсть червонувато-коричнева зверху, знизу яскрава. Округла голова, в основному сіра, морда і нижня щелепа білі, очі великі. Хвіст від темно-сірого до чорного кольору, контрастує сильно з тілом.

## Поширення
В даний час відомий з області Фандріана в центрально-східній частині Мадагаскару. Житель східних тропічних лісів.

## Поведінка
Спосіб життя цих тварин значною мірою невивчений. Як і всі лепілемури ведуть нічний спосіб життя і сплять протягом дня в дуплах дерев або в густій популяції рослин. Їх раціон повинен складатися, як у всіх лупілемурів з листя, плодів, квітів, бутонів та інших частин рослин.

## Загрози
Цей вид знаходиться під загрозою втрати і деградації середовища проживання через сільське господарство, використання та модифікації біологічних ресурсів, а також неприйнятний рівень полювання. Присутній в англ. Fandriana Classified Forest.